# Spolkové shromáždění
Spolkové shromáždění (Bundesversammlung) je německý ústavní orgán, jehož jediným účelem je zvolení spolkového prezidenta.
Podle zvláštního ustanovení tvoří více než polovinu členů spolkového shromáždění členové Spolkového sněmu. Druhou necelou polovinu tvoří němečtí občané s pasivním volebním právem, které volí zemské sněmy v počtech odpovídajících zastoupení politických stran ve sněmech jednotlivých spolkových zemí.